# Geoffrey Parsons

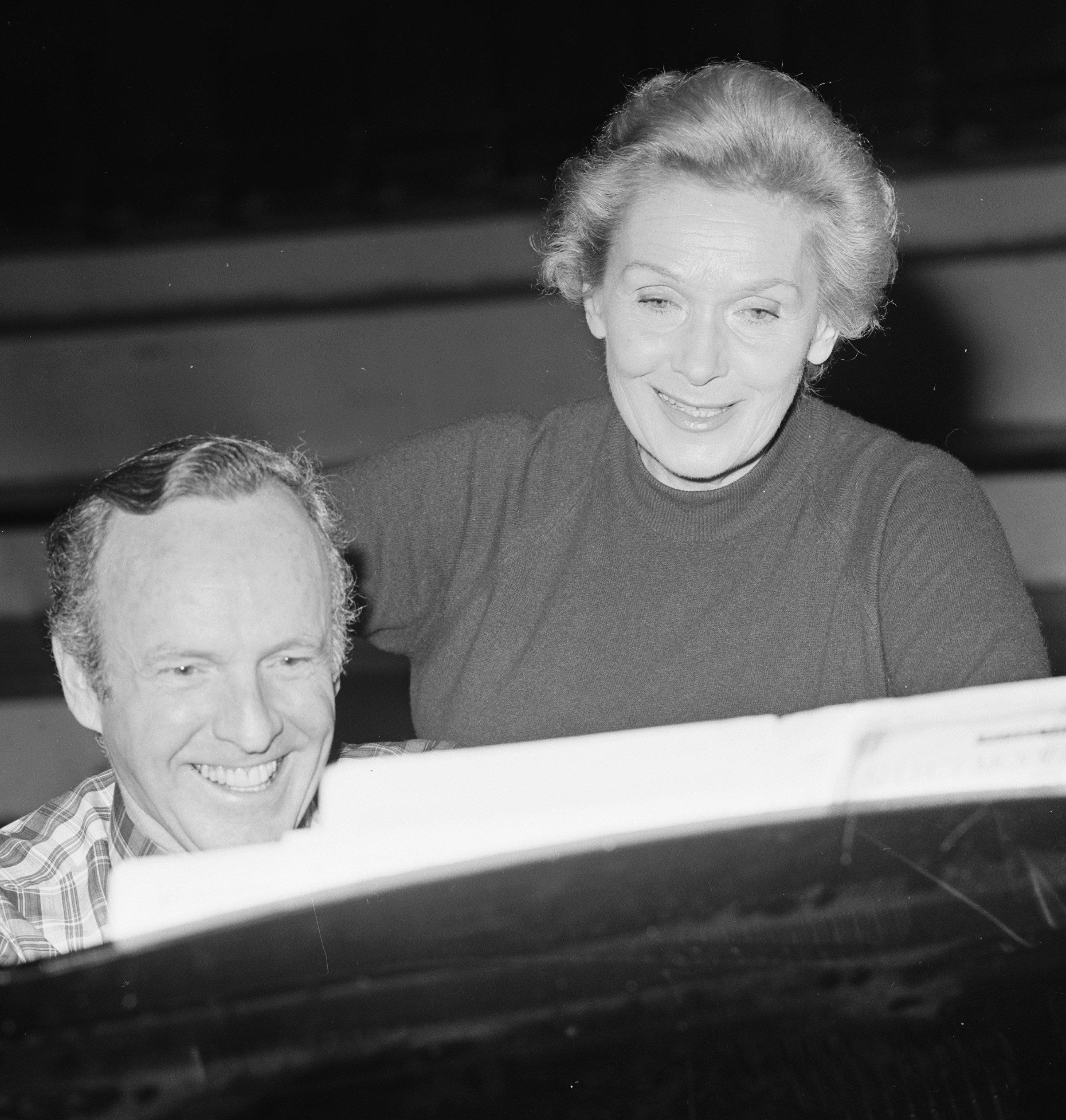
Geoffrey Parsons mit Elisabeth Schwarzkopf (1977)

Geoffrey Penwill Parsons (* 15. Juni 1929 in Sydney; † 26. Januar 1995 in London) war ein australischer Pianist und Liedbegleiter.

## Leben
Geoffrey Parsons wurde 1941 Schüler von Winifred Burston am Konservatorium von Sydney und debütierte fünf Jahre später in seiner Heimatstadt als Solopianist. 1947 gewann er die ABC Concerto Competition mit dem Klavierkonzert in B-Dur von Johannes Brahms. Nach seinem Ausscheiden aus dem Konservatorium 1948 unternahm er mit der Sängerin Essie Auckland eine Tournee durch Australien und beschloss, sich in Zukunft ausschließlich der Begleitung zu widmen. 1949/50 gab er mit dem Bassbariton Peter Dawson eine Reihe von Konzerten in Australien, Neuseeland, Kanada und Großbritannien; danach blieb er in London und schlug sich zunächst u. a. als Barpianist durch.
1955 begleitete er Gerhard Hüsch bei dessen erstem Nachkriegsauftritt in London. Hüsch lud ihn nach München ein, wo Parsons zu seinem ständigen Begleiter wurde und 1956 bei Friedrich Wührer seine Ausbildung abrundete. 1961 musizierte er zum ersten Mal mit Elisabeth Schwarzkopf, die ihn ebenfalls zu ihrem ständigen Partner machte. In den folgenden Jahren trat Parsons mit zahlreichen renommierten Sängern auf, darunter Hans Hotter, Birgit Nilsson, Rita Streich, Victoria de los Angeles, Dietrich Fischer-Dieskau, Hermann Prey, Nicolai Gedda, Christa Ludwig, Janet Baker, Jessye Norman und Felicity Lott. Außerdem begleitete er Instrumentalisten wie Nathan Milstein, Paul Tortelier, Wanda Wiłkomirska oder Ida Haendel.
Nach dem Abschied Gerald Moores vom Konzertpodium (1967) galt Parsons als bedeutendster Liedbegleiter seiner Zeit. Er gastierte in über 40 Ländern und war auf allen größeren internationalen Musikfestivals präsent. Ein großer Teil seines Repertoires ist auf Schallplatten dokumentiert. In späteren Jahren musizierte er auch mit Sängern der jüngeren Generation, darunter Thomas Hampson, Barbara Bonney und Olaf Bär. Zu seinen Schülern zählen u. a. Roger Vignoles, Graham Johnson und Malcolm Martineau.

## Auszeichnungen
Geoffrey Parsons war Prince Consort Professor of Piano am Royal College of Music, Ehrenmitglied der Royal Academy of Music (seit 1975) und der Guildhall School of Music (seit 1983), Officer of the Order of the British Empire (seit 1977), Fellow of the Royal College of Music (seit 1987) und Officer of the Order of Australia (seit 1990). 1992 wurde er zum Royal Philharmonic Society’s Instrumentalist of the Year ernannt.